# Chelsea (del av en befolkad plats i Australien)
Chelsea är en del av en befolkad plats i Australien. Den ligger i kommunen Kingston och delstaten Victoria, omkring 29 kilometer sydost om delstatshuvudstaden Melbourne.
Runt Chelsea är det mycket tätbefolkat, med 1 463 invånare per kvadratkilometer.. Närmaste större samhälle är Keysborough, nära Chelsea. 
Trakten runt Chelsea består till största delen av jordbruksmark. Genomsnittlig årsnederbörd är 1 251 millimeter. Den regnigaste månaden är maj, med i genomsnitt 154 mm nederbörd, och den torraste är januari, med 51 mm nederbörd.